# Пуэбла (аэропорт)
Международный аэропорт Пуэбла имени Братьев Серда́н (исп. Aeropuerto Internacional de Puebla) — расположен в 23 километрах от города Пуэбла, штат Пуэбла, Мексика, контролирует воздушное движение района Пуэблы и города Мехико.
Аэропорт является частью холдинга Operadora Estatal de Aeropuertos y Servicios Auxiliares, и представляет собой главную альтернативу Международному аэропорту Мехико
Главным образом Пуэбла обслуживает рейсы низкобюджетных авиаперевозчиков таких, как Mexicana Link, Volaris, а также региональные компании Continental Express и Aeroméxico Connect.

## Авиакомпании

### Внутренние рейсы
| Авиакомпании       | Направления                       |
| ------------------ | --------------------------------- |
| Aeroméxico Connect | Гвадалахара, Монтеррей (Эскобедо) |
| Volaris            | Канкун, Тихуана                   |

### Международные поездки
| Авиакомпании                                        | Направления                |
| --------------------------------------------------- | -------------------------- |
| Continental Express выполняется ExpressJet Airlines | Хьюстон (Интерконтинентал) |